# Assistance publique – Hôpitaux de Paris

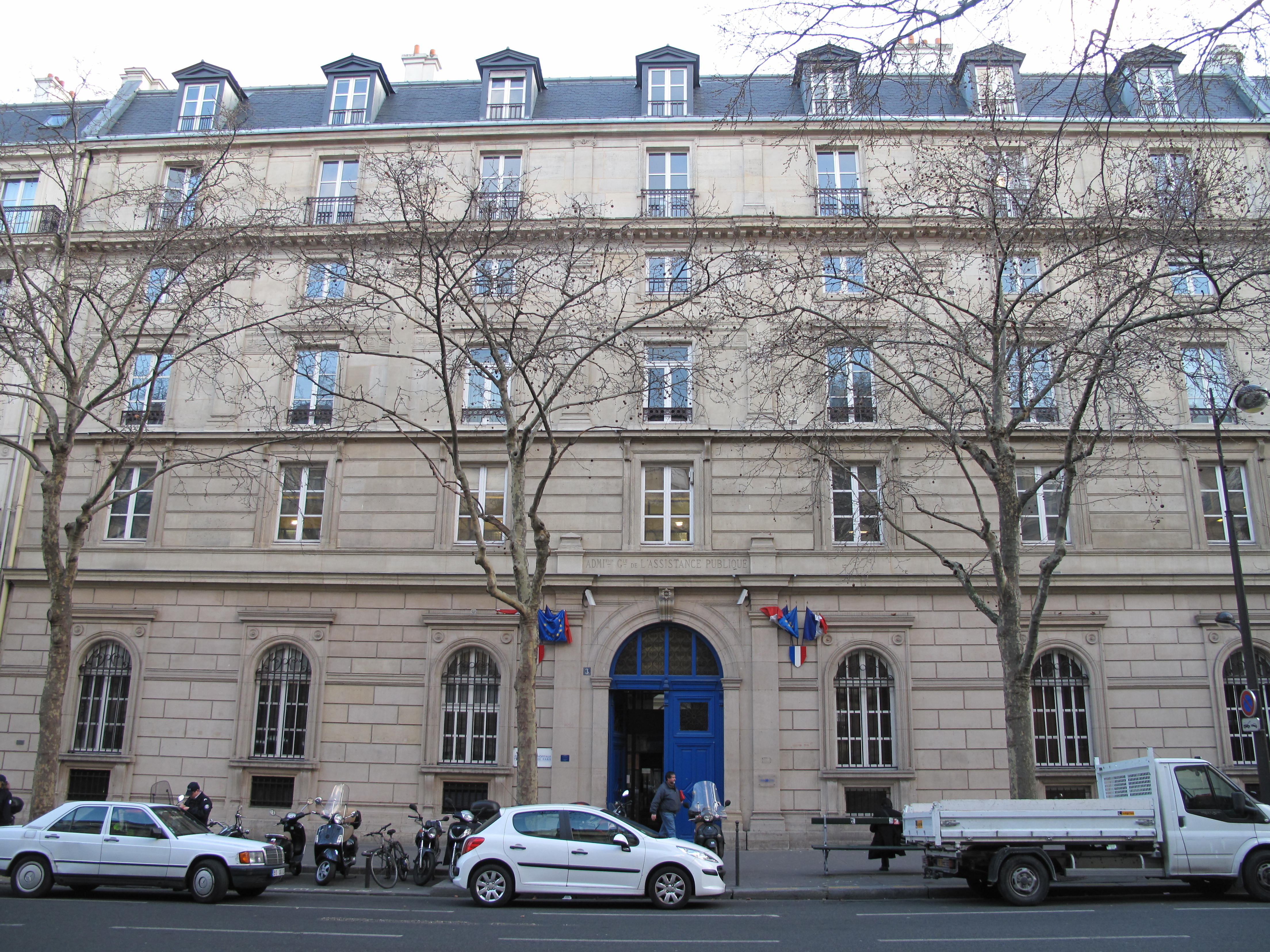
Sitz der AP-HP in der Avenue Victoria, 4. Arrondissement

Die Assistance publique – Hôpitaux de Paris (AP-HP) ist als Krankenanstaltenverbund eine öffentliche Gesundheitseinrichtung (frz. établissement public de santé) des Großraum Paris. Mit 37 Krankenhäusern, mehr als 90.000 Angestellten und knapp 22.500 Betten ist die Assistance publique eine der größten Einrichtungen Europas. Sie gehört zur Vereinigung der europäischen Universitätskrankenhäuser.

## Organisation
Die angeschlossenen Krankenhäuser sind in vier groupements hospitaliers universitaires (GHU) und 12 groupes hospitaliers (GH) unterteilt. Neben den Spitälern in Paris gehören auch Einrichtungen in der gesamten Region Île-de-France und vier Einrichtungen in anderen Départements dazu.
Neben den Krankenhäusern wird in Paris auch eine Hospitalisation à domicile, eine Einrichtung zur häuslichen Pflege, betrieben.

### Bettenverteilung
Insgesamt umfasst die AP-HP 22.474 stationäre Betreuungsplätze. Fast 14.000 dieser Betten stehen für die Akutversorgung zur Verfügung. Etwas mehr als ein Drittel aller Betten sind für die Remobilisierung und Langzeitbetreuung vorgesehen.
Die Verteilung sieht folgendermaßen aus:
- 7.404 Betten Innere Medizin
- 3.940 Betten Chirurgische Fächer
- 1.007 Betten Gynäkologie und Geburtshilfe
- 1.565 weitere Akutbetten

- 3.873 Betten für Nachsorgemedizin und Langzeitpflege
- 4. Betten für Nachsorgemedizin und Rehabilitation

Zusätzlich zu den stationären Betten werden auch 1.681 Tagesklinische Einheiten und 820 Betreuungsplätze zu Hause.

### Krankenhäuser in Paris
| Name                                          | Arrondissement     | Zugehörigkeit |
| --------------------------------------------- | ------------------ | ------------- |
| Hôtel-Dieu                                    |                    | GHU Ouest     |
| Hôpital Bichat-Claude-Bernard                 |                    | GHU Nord      |
| Hôpital Bretonneau                            |                    | GHU Nord      |
| Hôpital Broca                                 |                    | GHU Ouest     |
| Hôpital Broussais                             |                    | GHU Ouest     |
| Hôpital Cochin                                |                    | GHU Ouest     |
| Hôpital de la Collégiale                      |                    | GHU Ouest     |
| Hôpital Robert-Debré                          |                    | GHU Nord      |
| Hôpital La Rochefoucauld                      |                    | GHU Ouest     |
| Hôpital Lariboisière                          |                    | GHU Nord      |
| Hôpital Necker–Enfants malades                | 15. Arrondissement | GHU Ouest     |
| Hôpital Pitié-Salpêtrière                     |                    | GHU Est       |
| Hôpital européen Georges-Pompidou             | 15. Arrondissement | GHU Ouest     |
| Hôpital Rothschild                            |                    | GHU Est       |
| Hôpital Saint-Antoine                         |                    | GHU Est       |
| Hôpital Saint-Louis                           |                    | GHU Nord      |
| Hôpital Saint-Vincent-de-Paul                 |                    | GHU Ouest     |
| Hôpital Sainte-Périne-Rossini-Chardon-Lagache |                    | GHU Ouest     |
| Hôpital Tenon                                 |                    | GHU Est       |
| Hôpital Armand-Trousseau                      |                    | GHU Est       |
| Hôpital Vaugirard-Gabriel-Pallez              |                    | GHU Ouest     |
| Hôpital Fernand-Vidal                         |                    | GHU Nord      |

### Krankenhäuser außerhalb von Paris
| Name                       | Département         | Gemeinde             | Zugehörigkeit                     |
| -------------------------- | ------------------- | -------------------- | --------------------------------- |
| Hôpital Albert-Chenevier   | Val-de-Marne        | Créteil              | GH Henri-Mondor                   |
| Hôpital Ambroise-Paré      | Hauts-de-Seine      | Boulogne-Billancourt | GHU Paris-Île-de-France Ouest     |
| Hôpital Antoine-Béclère    | Hauts-de-Seine      | Clamart              | GHU Paris-Sud                     |
| Hôpital Avicenne           | Seine-Saint-Denis   | Bobigny              | GHU Paris-Seine-Saint-Denis       |
| Hôpital Beaujon            | Hauts-de-Seine      | Clichy               | GHU Paris-Nord-Val-de-Seine       |
| Hôpital Bicêtre            | Val-de-Marne        | Le Kremlin-Bicêtre   | GHU Paris-Sud                     |
| Hôpital Charles-Foix       | Val-de-Marne        | Ivry-sur-Seine       | GH Pitié Salpêtrière-Charles Foix |
| Hôpital Charles-Richet     | Val-d'Oise          | Villiers-le-Bel      | GHU Paris-Nord-Val-de-Seine       |
| Hôpital Corentin-Celton    | Hauts-de-Seine      | Issy-les-Moulineaux  | GHU Paris-Ouest                   |
| Hôpital Émile-Roux         | Val-de-Marne        | Limeil-Brévannes     | GH Henri-Mondor                   |
| Hôpital Georges-Clemenceau | Essonne             | Champcueil           | GH Henri-Mondor                   |
| Hôpital Marin de Hendaye   | Pyrénées-Atlantique | Hendaye              | -                                 |

## Museum
Von der Assistance publique wird auch ein Museum im Hôtel de Miramion geführt. Das Museum wurde im Jahr 1934 eröffnet und vermittelt mithilfe von etwa 8.000 Objekten die Geschichte der Pariser Krankenhäuser.